# Святая Мария Мира (Оденталь-Айкамп)
Святая Мария Мира (нем. St. Maria Frieden) — католическая приходская церковь в посёлке Айкамп коммуны Оденталь (Северный Рейн-Вестфалия, Германия).

## История
В 1904 году специально для прихожан Айкампа была сооружена пристройка к приходской церкви в Херренштрундене, расположенной в долине водотока Штрунде (Strunde). Из-за нехватки средств строительство церкви на высоком плато в Айкампе поначалу не велось. Ассоциация церковных строителей (Kirchenbauverein) была основана в 1961 году. В это время церковь в Херренштрундене (Herrenstrunden) посещало 1425 католиков посёлка.
По замыслу архитектора Эрвина Шиффера был построен большой церковный зал со специальным освещением. Особенность конструкции — большие окна со всех сторон. Первый камень в фундамент светлой церкви был заложен 17 декабря 1972 года. Колокольня была пристроена в 1992 году.
С 2011 года церковь Святой Марии Мира объединилась вместе с церквами Святого Иосифа (Хайдкамп), Святого Иоанна Крестителя (Херренштрунден), Святого Северина (Занд), Святого Антония Великого (Херкенрат) и Святого Непорочного зачатия Левы Марии (Берброх) в общий приходской совет Св. Иосифа и Св. Антония в окружном деканате района Рейниш-Бергиш (Кельнская архиепархия).

## Экуменизм
Некоторые боковые помещения церкви с 2011 года использовались протестантской церковью «Цум Хайльсбруннен» (Zum Heilsbrunnen) Бергиш-Гладбаха в качестве молитвенной комнаты и комнаты по уходу за детьми.

## Мощи святых

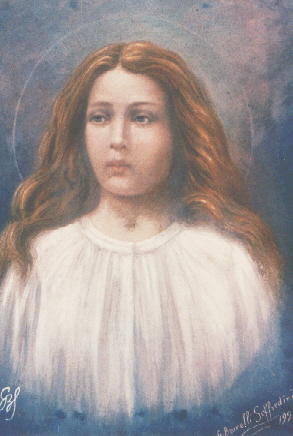
Мученица Мария Горетти

В церкви хранятся частицы мощей двух святых, почитавших деву Марию. В 1974 году местные паломники доставили из Парцхама частицу мощей святого Конрада Парцхамского (Konrad von Parzham, 1818—1894). В престол церкви также вложена частица мощей мученицы Марии Горетти, которую паломники доставили в посёлок из Рима. Вместе с Богородицей, святые Конрад и Мария являются покровителями церкви Святой Марии Мира и посёлка Айкамп.

## Галерея

Виды церкви
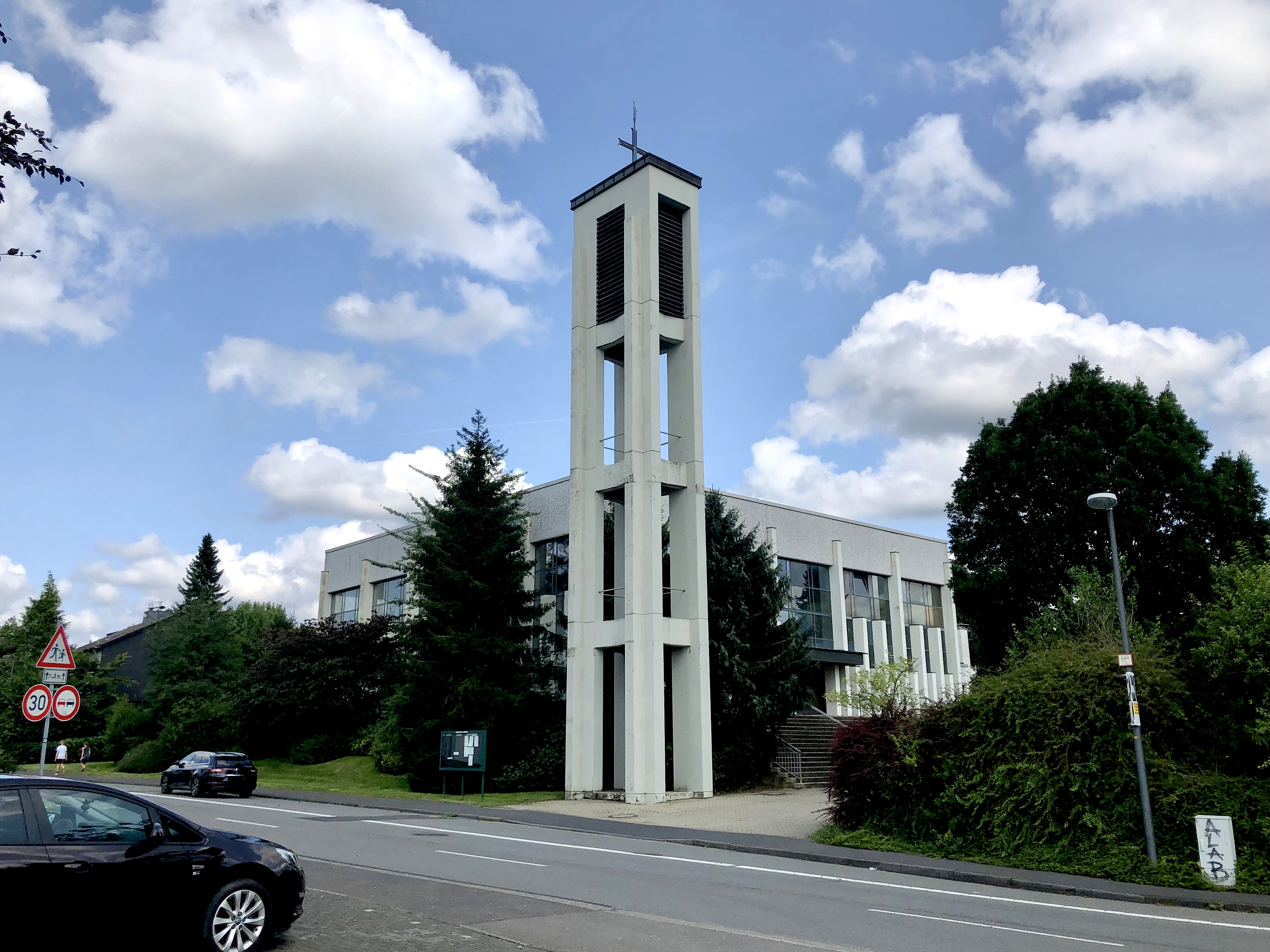
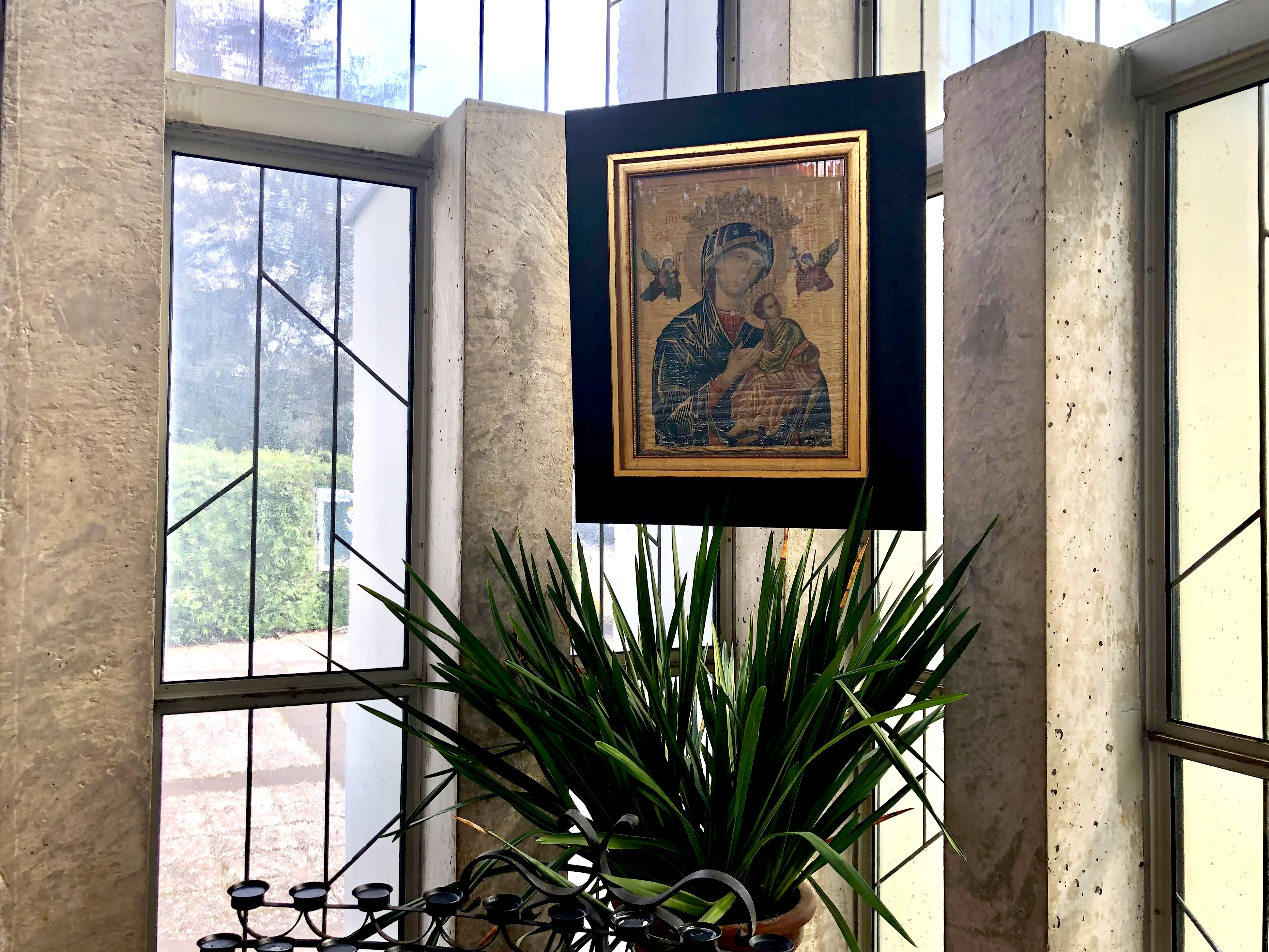
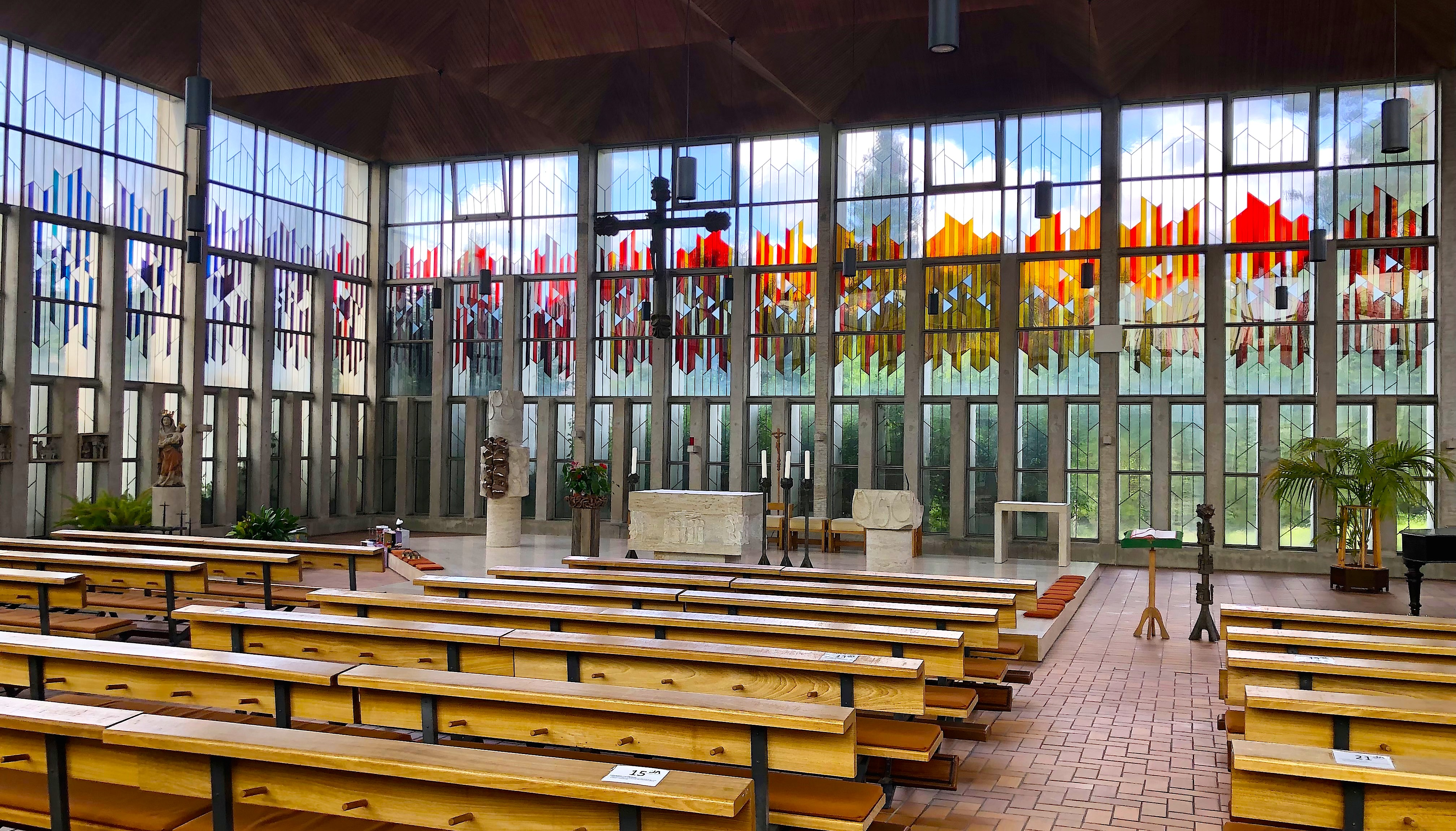
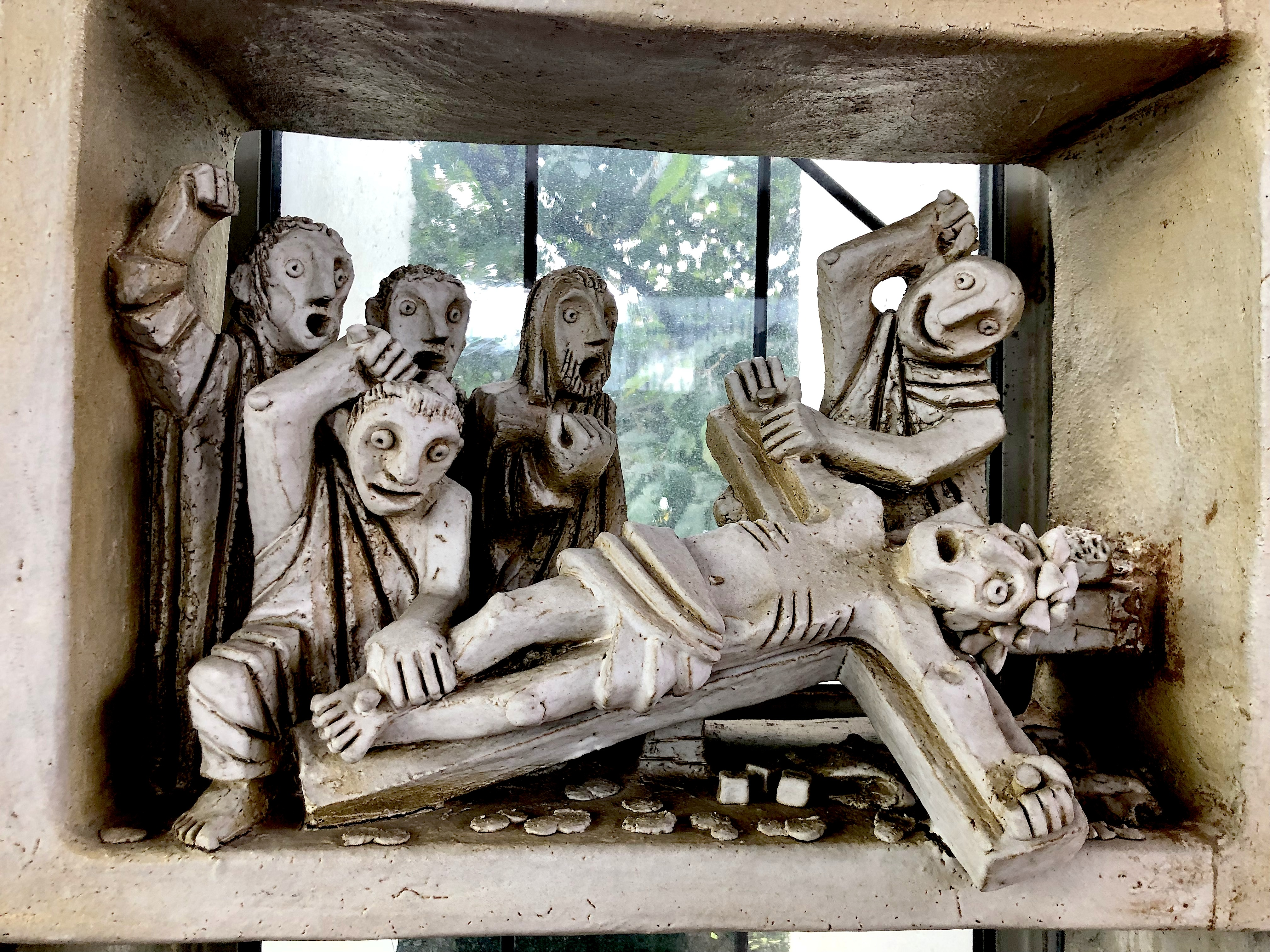
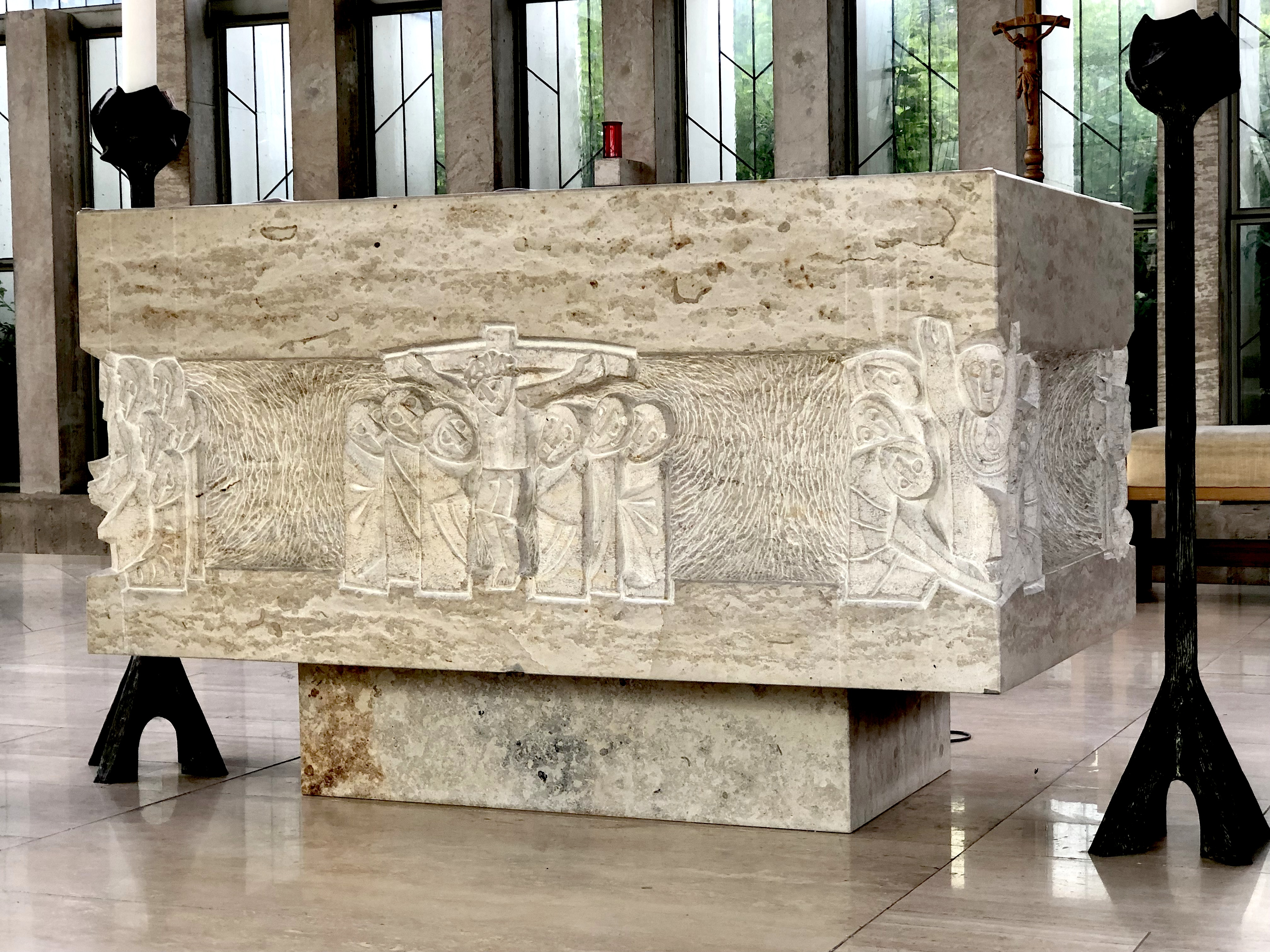
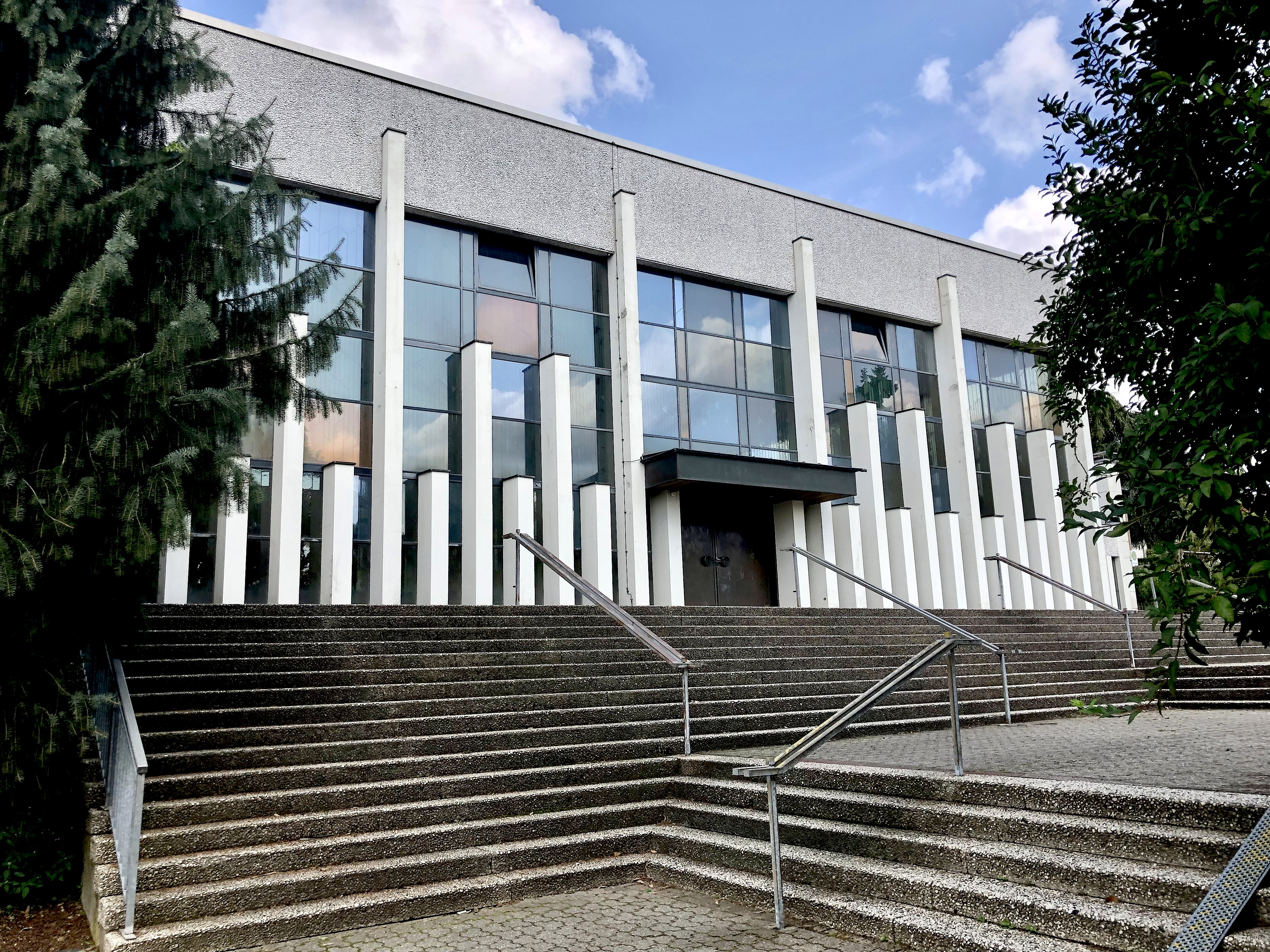
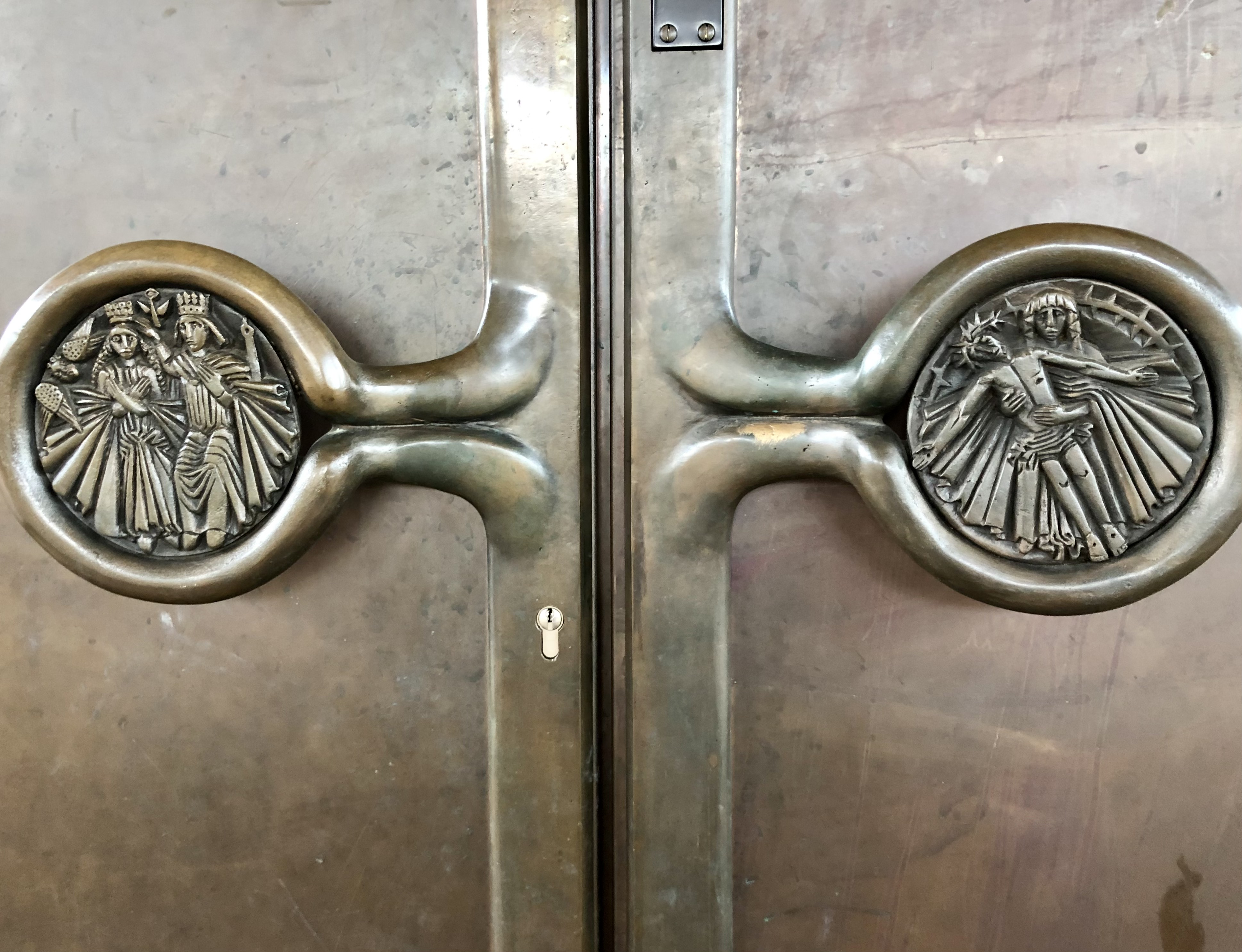